# Monomorium mediocre
Monomorium mediocre är en myrart som beskrevs av Santschi 1920. Monomorium mediocre ingår i släktet Monomorium och familjen myror. Inga underarter finns listade i Catalogue of Life.